# Eramtuin

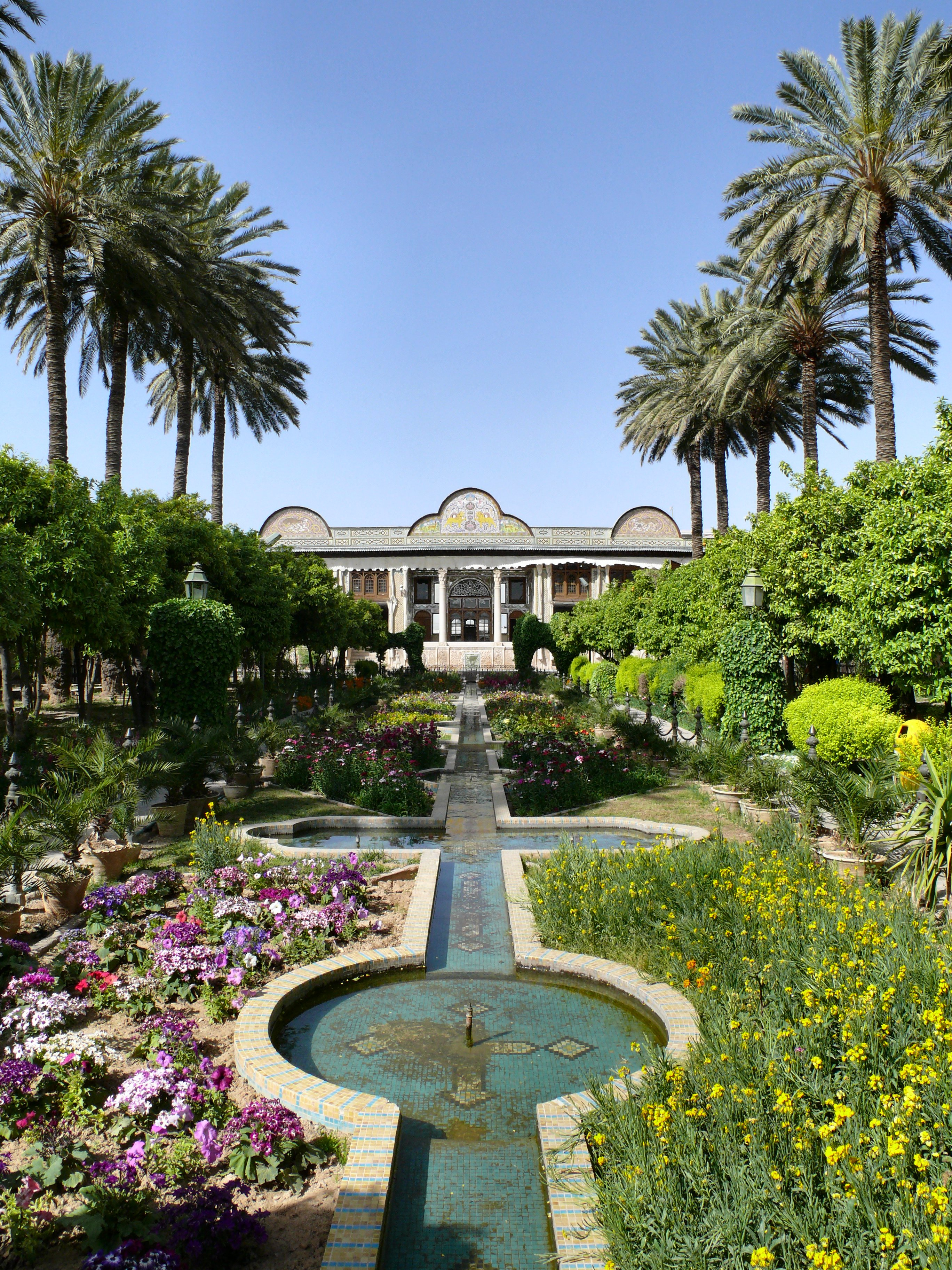
Eramtuin met op de as van de tuin in de achtergrond het Qavamhuis

De Eramtuin (Perzisch: باغ ارم; "Bāgh van Eram") is een Perzische tuin (bagh) in de Iraanse stad Shiraz. De tuin en het Qavamhuis erbinnen bevinden zich in het noorden van de stad, op de noordelijke oever van de rivier de Khosk. Eram is de gepersianiseerde versie van het Arabische woord "Iram" wat "hemel" betekent in de Koran. De naam verwijst naar de schoonheid en esthetische attracties van de tuin die op de 'hemel' zouden lijken. Door zijn schoonheid, grootte en oudheid vormt de Eramtuin een van de bekendste tuinen van Shiraz. De tuin wordt gedomineerd door het centraal gelegen Qavamhuis, dat wordt geaccentueerd door een centrale vijver ervoor. Deze vijver loopt ook door in de kelder van het huis. De tuin telt vele cipressen, bloesemdragende bomen en rozen.

## Geschiedenis
De tuin werd aangelegd in de 11e eeuw tijdens de heerschappij van de Seltsjoeken en stond toen bekend als 'Bagh-e-Shah' ("Tuin van de Koning"). Deze tuin had een eenvoudig quadripartiet ontwerp. In de 18e eeuw werd deze tuin beschreven door de Nederlandse reiziger Cornelis de Bruijn. Jani Khan, een lid van de Quashqai-stam en het Il-kanaat maakte in de 18e eeuw het huidige ontwerp voor de tuin en liet er een kleine behuizing bouwen. In de 19e eeuw werd de tuin verkocht aan Kadjarenvorst Mirza Hasan Ali Nasir al Molk.
Al Molk, die ook de Nasir al Molkmoskee liet bouwen, gaf opdracht tot de bouw van het Qavamhuis tussen 1879 en 1886 door Mirza Ibrahim Khan. Voor het ontwerp van het Qavamhuis werd architect Haji Mohammad Hasan aangetrokken. Het huis telt 32 kamers verdeeld over twee verdiepingen en de kelder. Het is versierd met tegels met gedichten van Perzische dichters als Saadi, Hafez en de vooral lokaal bekende Shurideh. Voor het huis werd een grote vijver aangelegd. Onder de Pahlavidynastie werd veel geïnvesteerd in de tuin om deze qua grandeur te promoveren tot internationale proporties. In 1963 werd de tuin onderdeel van de Pahlavi-universiteit (de tegenwoordige Universiteit van Shiraz), die er de Faculteit Rechtsgeleerdheid vestigde en binnen het Qavamhuis het Azië-instituut. In 1980 vestigde de universiteit in en rondom de Eramtuin de Botanische Tuin van Shiraz. Tegenwoordig is de botanische tuin ook opengesteld voor bezoekers en is in het Qavamhuis een huismuseum ingericht.
In 2011 werd de Eramtuin samen met 8 andere Perzische tuinen aangewezen als Unesco Werelderfgoed.

## Externe link

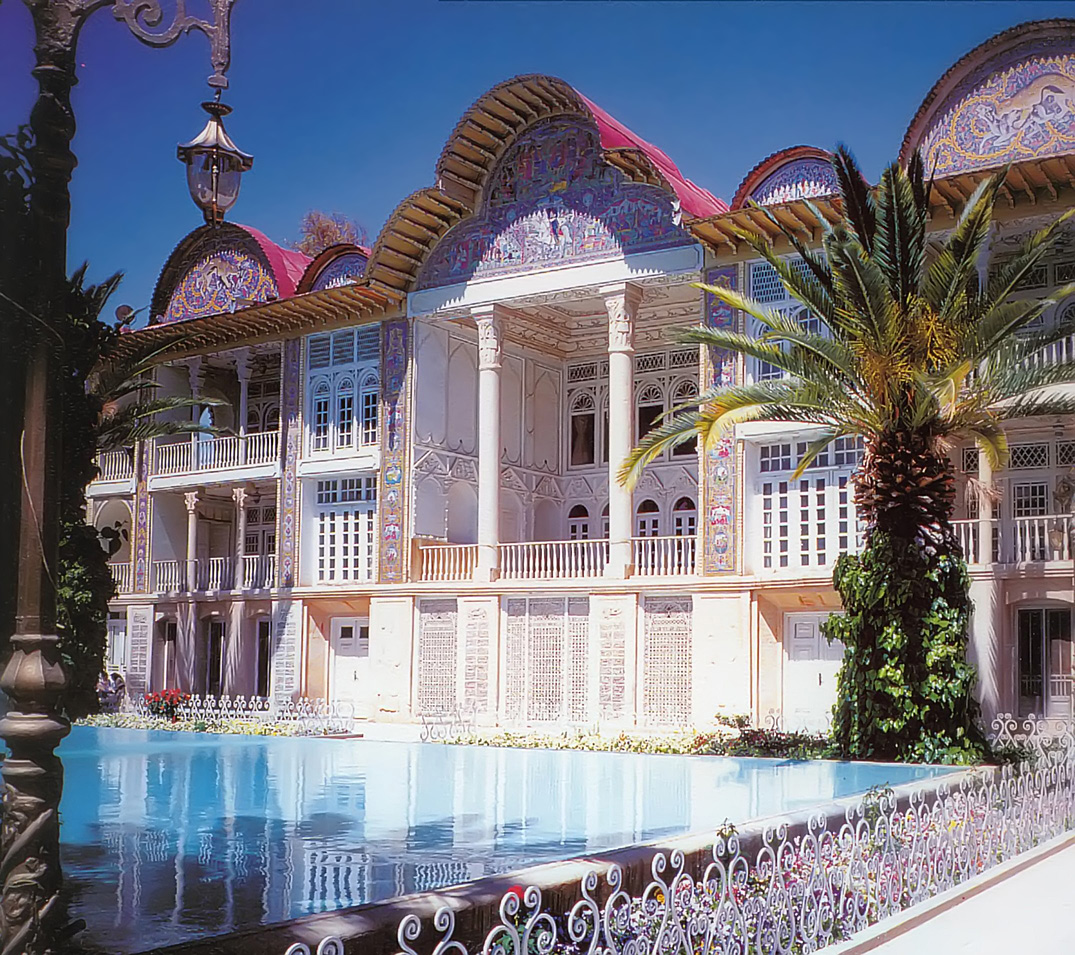
Close-up van het Qavamhuis
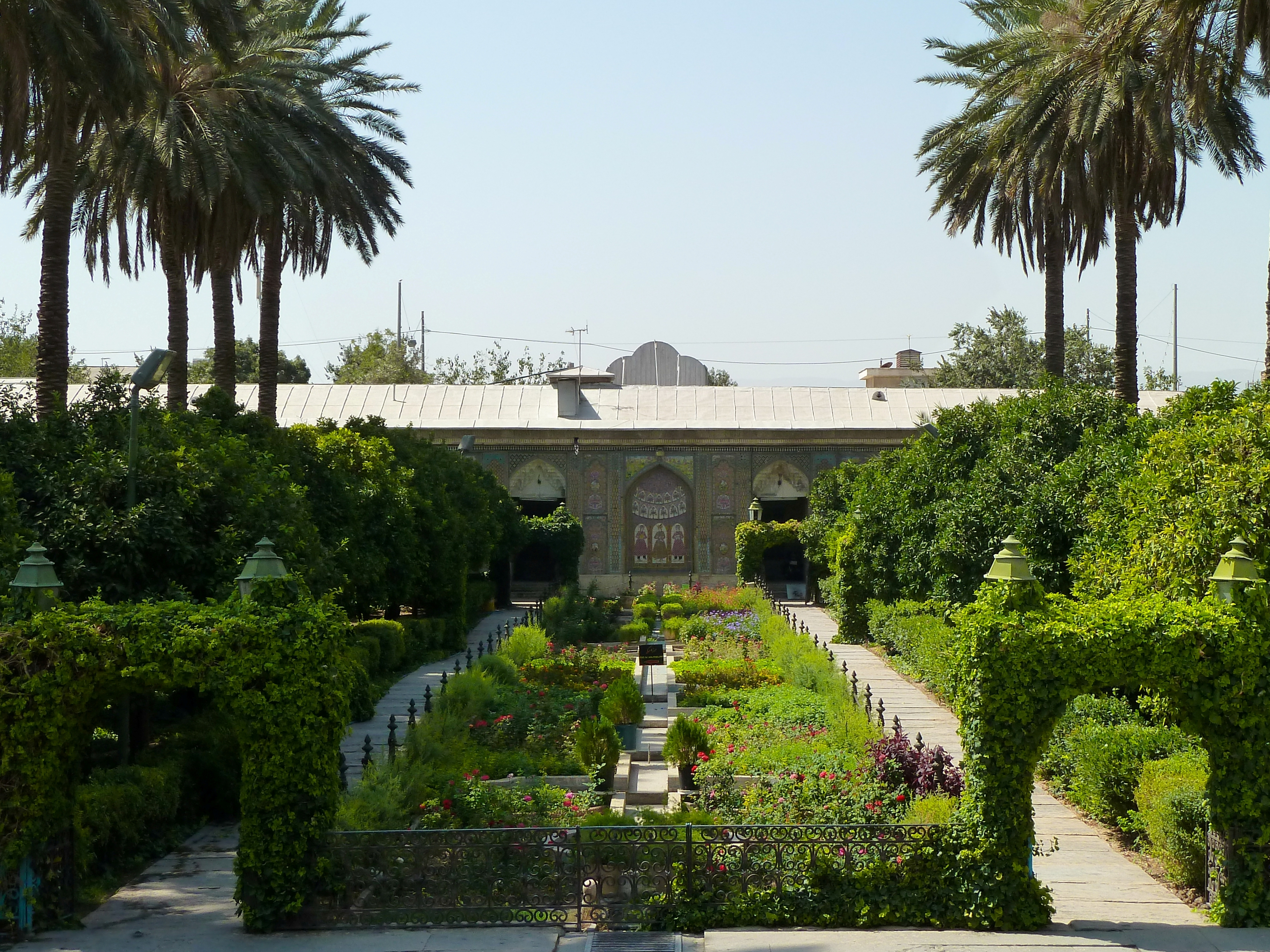
Eramtuin gezien in de richting van de ingang
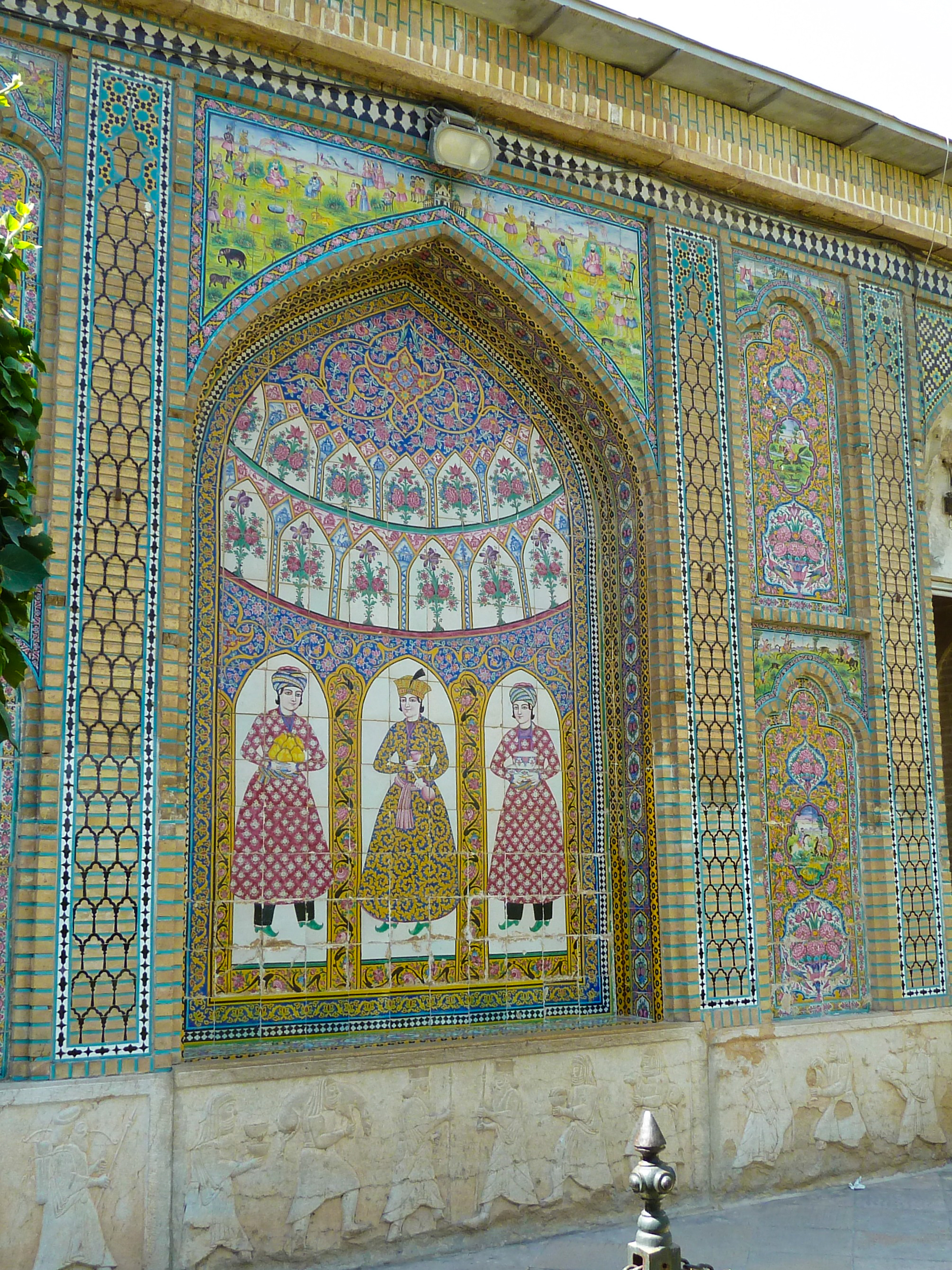
Tegelwerk van 3 Kadjaarse bedienden bij de ingang
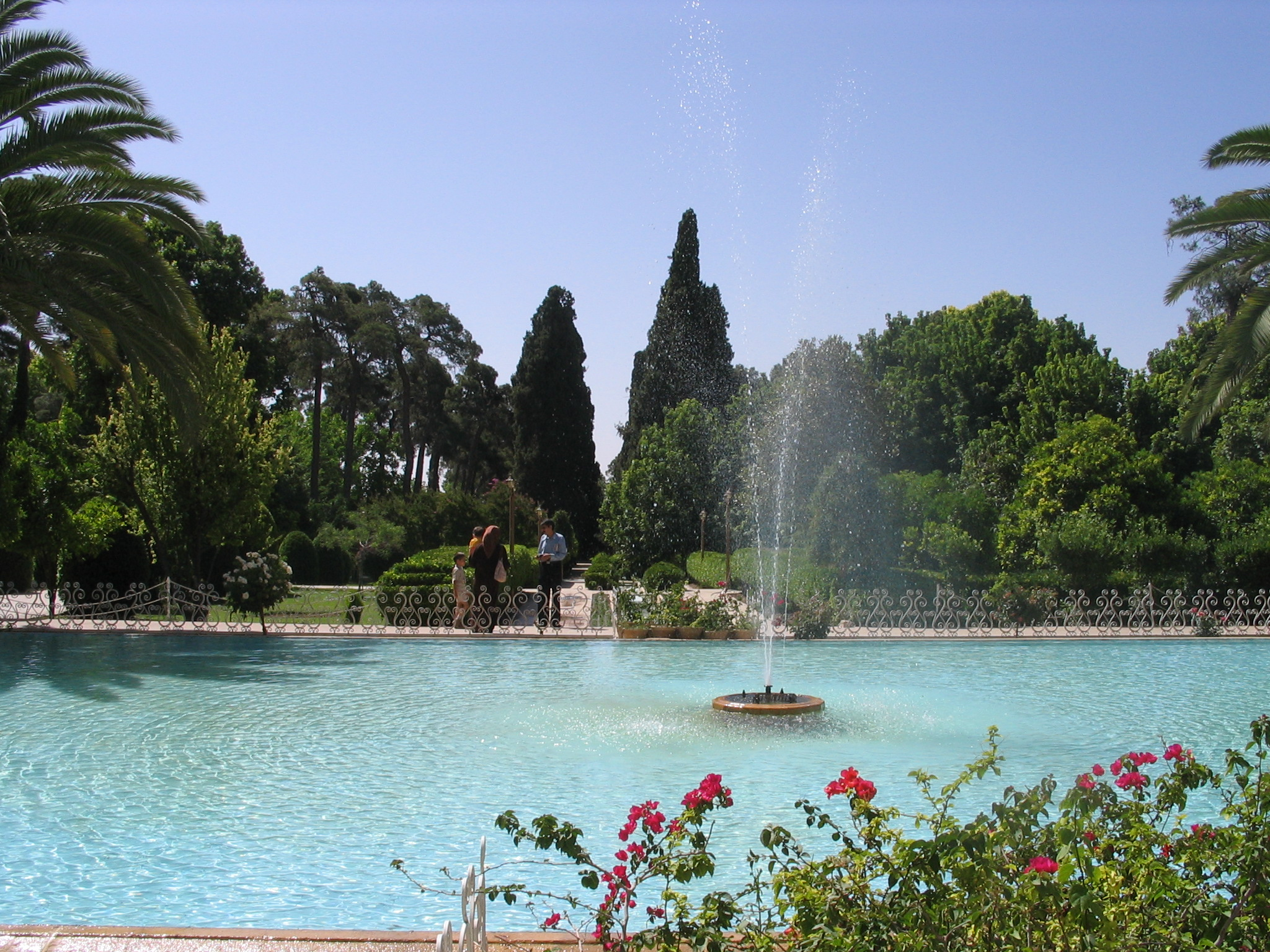
Fontein in de tuin